# Limnosciadium pumilum
Limnosciadium pumilum là một loài thực vật có hoa trong họ Hoa tán. Loài này được (Engelm. & A. Gray) Mathias & Constance mô tả khoa học đầu tiên năm 1941.